# Hatari!
Hatari! è un film del 1962 diretto da Howard Hawks.

## Trama
In Tanganica (oggi Tanzania), una squadra di cacciatori professionisti si occupa della cattura di animali esotici della savana, destinati alla vendita all'estero presso zoo e riserve naturali. L'eterogeneo gruppo è capeggiato da Sean Mercer, un ruvido e misogino irlandese coadiuvato dal tedesco Kurt Mueller, ex pilota automobilistico, dal newyorkese Pockets, ex tassista, da un anziano ed esperto meticcio, chiamato familiarmente "l'Indiano", dall'ex torero messicano Luis Francisco Garcia Lopez e dalla giovane Brandy De La Court, proprietaria dell'attività che ha ereditato dal padre Frenchy, un cacciatore rimasto ucciso da un rinoceronte alcuni anni prima.
Proprio durante le concitate fasi di cattura di un rinoceronte, anche l'Indiano rimane gravemente ferito e viene ricoverato al vicino ospedale di Arusha. Mentre i compagni attendono sue notizie, vengono raggiunti dal francese Charles Maurey, che sta cercando un ingaggio come cacciatore e che ha appena saputo del posto vacante. Malgrado una certa ostilità che si stabilisce tra il nuovo arrivato e i membri del gruppo, Mercer promette il posto a Maurey, il quale si offre inoltre quale donatore di sangue per l'Indiano, che necessita di una immediata trasfusione.
Mercer e compagni, avuta notizia del buon esito della trasfusione e della certezza di guarigione dell'Indiano, trascorrono il resto della serata in un pub di Arusha, tra allegria e grandi bevute. Al loro rientro alla fattoria, Mercer trova la propria stanza occupata da Anna Maria D'Alessandro, una sconosciuta che sta dormendo nel suo letto. Essendo Mercer troppo ubriaco, i chiarimenti vengono rimandati al giorno successivo.
Il mattino seguente, smaltita la sbronza, il gruppo si ritrova per la colazione e fa la conoscenza della D'Alessandro, che risulta essere una fotografa italiana inviata da uno zoo svizzero per un servizio sulla cattura degli animali. Anna simpatizza con tutti i componenti del gruppo, tranne Mercer, che la tratta subito con ostilità, convinto che la presenza di una fotografa costituisca un impiccio durante il lavoro. La prima uscita con il gruppo di cacciatori e la difficoltà di riprendere fotografie dalla jeep in corsa non scoraggiano Anna, che alla fine della giornata, pur stanca e dolorante, ringrazia i compagni ma comunica che non solleverà obiezioni se la decisione sarà quella di non accettare la sua presenza.
Durante la serata, Anna si confida con Pockets, il quale le rivela l'infelice esperienza vissuta da Mercer con la donna che voleva sposare, ma che lo lasciò, non riuscendo a sopportare la vita dura e avventurosa del team. Pockets è convinto che l'attuale atteggiamento scostante e scorbutico di Mercer nei confronti di Anna altro non sia che un'autodifesa per mascherare l'interesse che l'uomo sta iniziando a provare per la fotografa. Anna viene quasi unanimemente invitata a restare e, la mattina successiva, il gruppo è raggiunto dal francese Maurey, che viene coinvolto in una gara di tiro a segno nella quale rivaleggia con Kurt Mueller e dimostra la sua grande abilità con il fucile. Mercer lo assume nel team e lo ribattezza "Chip".
Nei giorni seguenti si sviluppa ulteriormente l'affiatamento tra i componenti del gruppo ed emergono ben presto la crescente simpatia di Anna verso il pur scontroso Mercer, e così pure l'attrazione che Kurt e Chip provano nei confronti della giovane Brandy, che invece è segretamente amata da Pockets, il quale non osa confessarglielo e lo rivela soltanto ad Anna, di cui è diventato grande amico e confidente. Nel frattempo l'Indiano fa rientro al campo per trascorrere la convalescenza, e il gruppo ritorna così al completo, continuando ad alternare impegnative sessioni di caccia, durante le quali vengono catturati esemplari di zebre, gazzelle e leopardi, con la vita in comune al campo, all'insegna del cameratismo e dell'avventura.
Pur mantenendo il proprio atteggiamento arcigno, Mercer è sempre più attratto da Anna, della quale non può che ammirare la facilità con cui si è adattata all'esistenza del gruppo e la straordinaria capacità di andare d'accordo con gli animali. Durante una missione di alcuni giorni nella savana, la ragazza riesce a salvare dalla soppressione un piccolo elefantino rimasto orfano e lo adotta per prendersene cura, riuscendo a convincere i compagni a procurarsi un gregge di capre per assicurarsi il latte necessario al cucciolo. Alcuni giorni più tardi trova addirittura un altro elefantino e, per evitare di procurare ulteriori noie a Mercer, riesce ad assumere un indigeno che si prenda cura dei due animali e provveda alla quotidiana mungitura delle capre.
Malgrado lo scetticismo di Mercer, più interessato ai problemi di lavoro che non alla custodia degli elefantini, Anna riesce a restare sola con lui e a rubargli finalmente un bacio. L'attimo romantico è però interrotto involontariamente da Pockets, che giunge in quel momento per parlare di lavoro con Mercer. Dopo che Chip salva Kurt dall'attacco di un coccodrillo, i due iniziano a provare simpatia l'uno nei confronti dell'altro, malgrado rimangano in situazione di rivalità nel tentativo di corteggiare Brandy.
Quale "madre" adottiva degli elefantini, Anna diventa popolare presso una locale tribù di indigeni, i quali la sottopongono a una scomoda cerimonia di investitura (le viene colorata tutta la pelle con una tintura rossastra) e la eleggono ufficialmente "Mamma Dumbo" (Mama Tembo in originale). Furiosa con i compagni, che per divertirsi alle sue spalle l'hanno consapevolmente "spinta" verso l'inatteso rituale, Anna rimane chiusa in camera tutta la sera, nel tentativo di ripulire la pelle dalle tinture tribali, e rifiutandosi di raggiungere i compagni per la cena. Mercer riesce a entrare nella sua stanza, trovando la ragazza coricata con i bigodini in testa e con il viso impiastricciato di crema.
(Anna a Mercer)
Mercer riesce a calmarla e, mentre sono nuovamente abbracciati, Pockets piomba nella stanza con il vassoio per la cena a loro destinata, ma inciampa accidentalmente e tutto il contenuto finisce addosso a Mercer e Anna, che viene colta da un irrefrenabile attacco di ilarità. Durante le fasi di cattura di un esemplare di gnu, la jeep di Chip e Kurt si ribalta mentre viaggia a forte velocità, ma i due se la cavano con ferite di poco conto. Al ritorno alla fattoria, Sean, Anna e Pockets riflettono sull'atteggiamento calmo tenuto da Brandy durante i primi soccorsi, che sembra indicare che la ragazza non sia sentimentalmente attratta né da Chip né da Kurt.
Il comportamento di Brandy risulta invece inequivocabile allorquando Pockets cade da una palizzata di modestissima altezza: esagerando i propri sintomi, l'ex tassista viene premurosamente e amorevolmente coccolato da Brandy, che lo fa trasportare in camera, gli fa preparare un bagno caldo e sequestra tutta la scorta di ghiaccio per curare i lividi riportati dall'amato. A Kurt e Chip, ormai definitivamente sconfitti, non resta che ritirarsi dalla "competizione" amorosa, malgrado la quale sono alla fine diventati amici. Il prestigio di Pockets all'interno del gruppo viene poi ulteriormente rafforzato da un marchingegno di sua invenzione e costruzione, con il quale vengono isolate delle feroci scimmie, consentendo al team di catturarne agevolmente decine di esemplari.
Dopo l'adozione di un terzo elefantino, Anna si ritrova una volta di più scoraggiata dall'atteggiamento di Mercer, e decide di lasciare la fattoria e raggiungere Arusha per poi ripartire verso l'Europa. Resosi conto di amarla, Mercer la insegue con i compagni: decisivo risulta l'apporto dei tre elefantini, che rintracciano Anna e consentono a Mercer di riportarla felicemente e definitivamente al campo. Di nuovo soli nella loro stanza, la riconquistata privacy di Sean e Anna viene comicamente disturbata dall'irruzione degli elefantini, che non vogliono lasciare sola la loro "mamma adottiva".

## Accoglienza
(Howard Hawks a Joseph McBride)
Il film contiene molti degli elementi tipici dell'arte registica di Howard Hawks, ovvero l'elogio dell'amicizia cameratesca, il tema del "gruppo" come microcosmo in cui alcune persone di diversa provenienza e con profonde differenze di carattere sono riunite in un comune progetto/missione, la rappresentazione della donna come figura indipendente e in grado di badare a se stessa con spiccato senso pratico, l'amore per la natura, il gusto per l'avventura, il senso dell'umorismo che attenua i toni drammatici degli eventi.
Hatari! fu popolare soprattutto tra il pubblico dei più piccoli, grazie alla presenza di molte specie di animali esotici, ma i risultati al botteghino furono modesti. Per contro, la pellicola ebbe un ottimo riscontro sia presso i critici americani che presso quelli europei, affascinati dal suo carattere utopico e dall'armonia con cui il regista seppe intrecciare le scene avventurose della cattura degli animali (con splendide riprese in movimento sullo sfondo della savana) con le sequenze ambientate al campo, in cui le vicende personali dei protagonisti sono narrate con garbo e ironia.
Lo spirito del film risulta quasi fiabesco, con la celebrazione di un mondo pressoché fuori dal tempo, rappresentato dalla fattoria dove vive e lavora il team di cacciatori e dallo spazio della savana, abitato dagli animali esotici con cui spesso i protagonisti hanno un rapporto di armonia e di complicità: nella fattoria vive Sonia, un ghepardo che si comporta come un qualunque animale domestico; Brandy e Chip si divertono a innaffiare le iene; Anna fa ripetutamente il bagno ai tre elefantini che adorano giocare con lei. Non mancano le situazioni buffe che hanno quasi il sapore di gag, come la danza degli struzzi che rientrano nelle loro gabbie, o la mungitura delle capre che si conclude con una caotica fuga degli animali e con John Wayne che rimane a terra con un secchio di latte sulla testa.
Todd McCarthy, biografo di Howard Hawks e autore del volume Howard Hawks, the Grey Fox of Hollywood, definisce Hatari! come "il più geniale film del mondo". Inizia come film d’avventura, si trasforma in film d’amore, termina come film per bambini.

## Curiosità
- La scena cult per antonomasia è quella in cui Anna accompagna a fare un bagno nel laghetto poco distante dalla fattoria-base i suoi tre elefantini ("andiamo babies", "andiamo bambini" - il film è girato in inglese e lei doppia in italiano se stessa), sulle note di Baby Elephant Walk, uno dei motivi composti da Henry Mancini per la colonna sonora.
- Agli occhi del pubblico odierno il film appare come un eccessivo elogio del "fumo": ogni occasione è buona per un massiccio uso di sigarette da parte di tutto il cast. Tutto ciò non sarebbe possibile in una produzione attuale.
- La sequenza iniziale della cattura del primo rinoceronte è stata girata all'interno del cratere di Ngorongoro.
- La fattoria dove alloggiano i protagonisti, oggi è il "Momella Wildlife Lodge", situato all'interno del parco nazionale di Arusha. Gode di una splendida vista del Monte Meru e del Kilimangiaro, condizioni meteo permettendo.